# Sido Mulyo (Muara Lakitan)
Sido Mulyo is een bestuurslaag in het regentschap Musi Rawas van de provincie Zuid-Sumatra, Indonesië. Sido Mulyo telt 2236 inwoners (volkstelling 2010).